# Брудні танці
«Брудні танці» (англ. Dirty Dancing) — американська романтична танцювальна мелодрама 1987 року. Головні ролі виконали Патрік Свейзі та Дженніфер Ґрей. Стрічка отримала премії «Оскар» і «Золотий глобус» за найкращу пісню до фільму та «Греммі» за найкраще виконання дуетом.

## Сюжет
Літо 1963 року. 17-річна Френсіс на прізвисько Бейбі проводить канікули з батьками в курортному готелі. Вона знайомиться з Джоні, красивим професійним танцюристом, досвідченим у питаннях життя і кохання. Немов зачарована сексуальними ритмами і нічим не стримуваними рухами «брудних танців» у стилі ритм-енд-блюз, Бейбі стає ученицею-партнеркою Джоні — і в танцях, і в коханні.

## У ролях
| Актор            | Роль                    |
| ---------------- | ----------------------- |
| Патрік Свейзі    | Джонні Кастл            |
| Дженніфер Ґрей   | Френсіс «Бейбі» Гаусман |
| Синтія Родс      | Пенні Джонсон           |
| Джеррі Орбах     | Джейк Гаусман           |
| Джейн Брукер     | Ліза Гаусман            |
| Джек Вестон      | Макс Келлерман          |
| Лонні Прайс      | Нейл Келлерман          |
| Келлі Бішоп      | Марджорі Гаусман        |
| Макс Кантор      | Робі Гульд              |
| Чарльз Коулз     | Тіто Суарес             |
| Ніл Джонс        | Біллі Костецкі          |
| Міранда Гаррісон | Вівіан Пресман          |
| Гаррі Гудроу     | Мо Пресман              |
| Вейн Найт        | Стен                    |
| Паула Труман     | Мс. Шумахер             |

## Саундтреки
1. «Be My Baby» — The Ronettes
2. «Big Girls Don't Cry» — Френкі Валлі та The Four Seasons
3. «Where Are You Tonight?» — Tom Johnston
4. «Do You Love Me» — The Contours
5. «Love Man» — Отіс Реддінг
6. «Stay» — Maurice Williams and the Zodiacs
7. «Hungry Eyes» — Ерік Кармен
8. «Overload» — Zappacosta
9. «Hey! Baby» — Брюс Шаннель
10. «De Todo Un Poco» — Melon
11. «Some Kind of Wonderful» — The Drifters
12. «These Arms of Mine (Otis Redding song)» — Отіс Реддінг
13. «Cry to Me» — Соломон Берк
14. «Will You Love Me Tomorrow» — The Shirelles
15. «Love Is Strange» — Mickey & Sylvia
16. «You Don't Own Me» — The Blow Monkeys
17. «Yes» — еррі лейтон
18. «In the Still of the Night» — The Five Satins
19. «She's Like the Wind» — Патрік Свейзі
20. «(I've Had) The Time of My Life» — Білл Медлі і Дженніфер Уорнс

## Нагороди та номінації

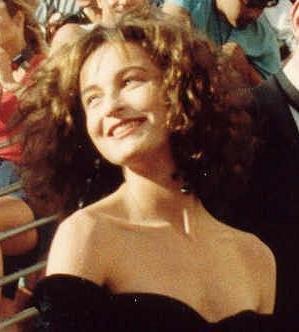
Дженніфер Ґрей на церемонії нагородження Оскар-1988

| Рік  | Нагорода       | Категорія                                            | Результат | Прим.  |
| ---- | -------------- | ---------------------------------------------------- | --------- | ------ |
| 1988 | Оскар          | За найкращу пісню до фільму                          | Перемога  | [ 10 ] |
| 1988 | Золотий глобус | За найкращу пісню                                    | Перемога  | [ 11 ] |
| 1988 | Золотий глобус | За найкращий фільм — комедія або мюзикл              | Номінація | [ 12 ] |
| 1988 | Золотий глобус | За найкращу чоловічу роль — комедія або мюзикл       | Номінація | [ 12 ] |
| 1988 | Золотий глобус | За найкращу жіночу роль — комедія або мюзикл         | Номінація | [ 12 ] |
| 1988 | Греммі         | За найкраще вокальне поп-виконання дуетом або групою | Перемога  | [ 13 ] |
| 1988 | Греммі         | За найкращу пісню, написану для візуальних медіа     | Номінація | [ 11 ] |